# 張德熹
張德熹（1516年—？），字宗儒，福建福州府福清縣人，軍竈籍，明朝政治人物。

## 生平
嘉靖十九年（1540年）庚子科福建鄉試第六十四名舉人。嘉靖二十三年（1544年）中式甲辰科會試第二百五名，登第三甲第十五名進士。授宁波府推官，二十七年（1548年）曾暂署府事，被都御史朱紈怀疑其唆使日本使臣袭杀自己。後官至工部郎中。

## 家族
曾祖張鈞；祖父張浚；父張文材，母方氏。具庆下。兄德燁、德煬。弟德美、德勲。